# Stilton
Stilton es un queso de la gastronomía inglesa. Se produce en dos variedades: la muy conocida blue (azul) y la menos popular white (blanco). Se denomina en Inglaterra como el "rey de los quesos" (the king of cheese), ambas variedades están protegidas con la denominación de origen de la Comisión Europea. Sólo el queso producido en Derbyshire, Leicestershire, y Nottinghamshire – y elaborado de acuerdo con las normas – puede ser denominado "Stilton".

## Características

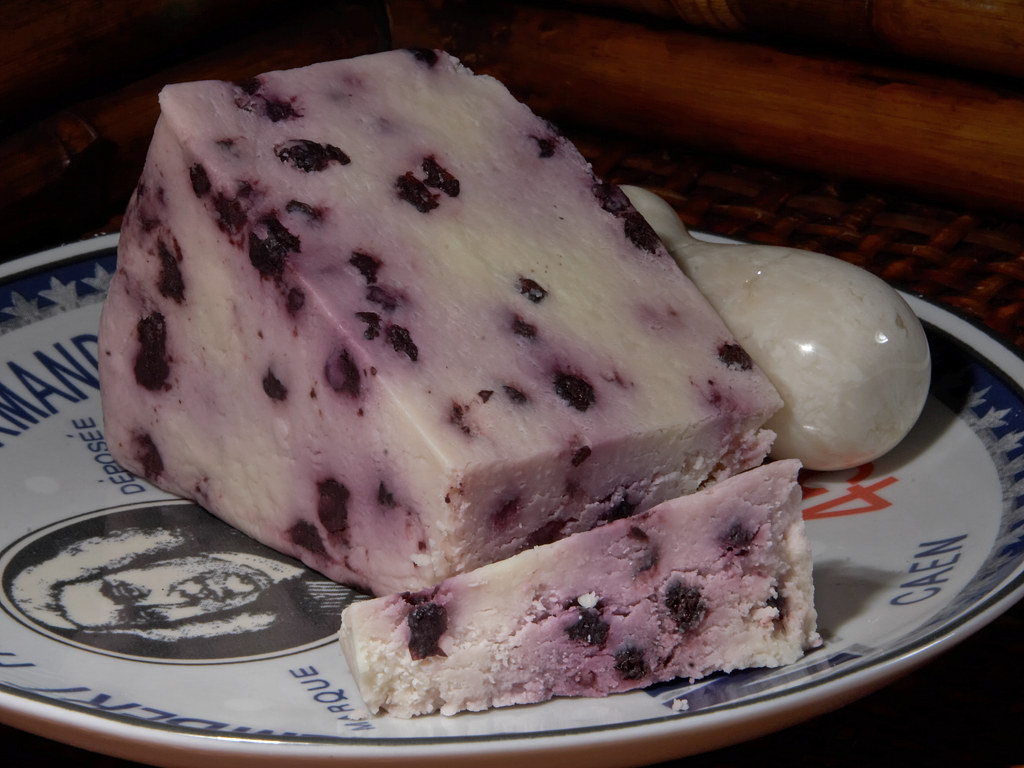
Queso Stilton blanco con arándanos

Es un queso azul. Está elaborado con leche de vaca (35,5% mat. grasa). Su corteza es enmohecida. Se toma en distintos grados de maduración: tierno, semi-curado, curado.
Los quesos Stilton tienen forma de cilindro alto y poseen una corteza gruesa, dura y sin grietas, normalmente de color marrón grisáceo, ligeramente arrugada y con manchas blancas. En el queso joven, la pasta tiende a desmenuzarse, pero con la maduración se ablanda y se oscurece cerca de la corteza. Posee un hermoso color marfil cremoso y una distribución regular de vetas azules que parten del centro hacia los bordes. Las vetas van ganando terreno y adquieren un intenso tono verde azulado con la maduración. Posee un fuerte aroma a nueces y su sabor, que se intensifica con la maduración, evoca intensamente a nueces y fruta.
Es el queso azul con más calorías. En el caso de los tiernos, cuando va a comerse se agujerea la corteza y se introduce oporto o jerez y se come con cuchara. Es uno de los pocos quesos, junto con las tortas del Casar y de la Serena, que se comen de ese modo.
Da nombre al famoso personaje ficticio Geronimo Stilton y a la serie de libros infantiles que llevan su nombre.